# Arduino Bizzarro
Arduino Bizzarro (Bottrighe, 27 gennaio 1923 – Serralunga di Crea, 16 febbraio 1945) è stato un partigiano e militare italiano.
Aviere della Regia Aeronautica si unì alle formazioni partigiane operanti nella zona del Monferrato dopo l'armistizio dell'8 settembre 1943. Caduto in combattimento il 16 febbraio 1945, per il coraggio dimostrato in quel frangente gli fu conferita la medaglia d'oro al valor militare alla memoria.

## Biografia
Nacque a Bottrighe (Rovigo) il 27 gennaio 1923, figlio di Giuseppe e Agnese Roma. Nel 1927 la sua famiglia si trasferì dal Polesine a Casale Monferrato. Mentre lavorava come garzone di bottega, fu chiamato a prestare servizio di leva nella Regia Aeronautica come aviere. Al momento dell'armistizio dell'8 settembre 1943 si aggregò subito a una delle prime formazioni partigiane sorte nell'Alessandrino, raggiungendo la località di Arcesaz, in Val d'Ayas. Nel dicembre 1943 fu coinvolto in uno scontro a fuoco in cui morì il partigiano Giuseppe Carrera, originario di Casale Monferrato, appartenente alla 13ª Brigata "Matteotti". In occasione del funerale di Carrera egli fu arrestato dalle Brigate Nere con altri compagni di lotta, e trattenuto in carcere  per otto mesi, dapprima a Casale, poi ad Alessandria, Aosta e Torino.
Riuscito ad evadere si unì alla X Divisione “Garibaldi”, operante nella zona della Valcerrina. Qui divenne autista della “Squadra Volante” della 181ª Brigata intitolata alla memoria di Alfredo Piacibello.
Il 16 febbraio 1945 prese parte ad uno scontro a fuoco tra partigiani della 79ª Brigata Garibaldi e militi delle brigate nere in località  Madonnina di Crea. La macchina che lo trasportava insieme ad altri tre partigiani fu accerchiata da una sessantina di militi, e mentre gli altri riuscirono a fuggire lui fu catturato. Brutalmente interrogato si limitò a rispondere "Viva l'Italia", venendo sadicamente finito a colpi di pugnale alla gola. La salma fu inizialmente sepolta presso il cimitero di Mombello Monferrato, e dopo la fine del conflitto fu traslata in quello di Casale Monferrato.

Il ricordo del giovane partigiano è ancora molto vivo nella zona dell'Alessandrino e nel 2001, sul luogo del suo sacrificio, per iniziativa dell'Istituto del nastro azzurro, è stata posta una nuova lapide che reca inciso:

La giovinezza ventiduenne

medaglia d'oro al valor militare

ARDUINO BIZZARRO

aviere partigiano della 79ª Brigata Garibaldi

veniva barbaramente sacrificata

il 16 febbraio 1945

perché la libertà e la giustizia

non fossero più nomi vani

ma insopprimibile diritto di popolo

Il comune di Serralunga di Crea pose

perché sia ricordato

l'olocausto ed il monito.
Il 18 settembre 1984 il Presidente della Repubblica italiana Sandro Pertini gli conferì la Medaglia d'oro al valor militare alla memoria. Nel giugno del 1989 la città di Adria gli ha intitolato una via, mentre l'Accademia Aeronautica di Caserta gli ha intitolato l'82º Corso Allievi Sottufficiali.

### Annotazioni
1. ↑  Aveva altri cinque fratelli: Caterina, Vittorina, Maria, Andino e Vittorino.
2. ↑  Oltre a lui vi erano a bordo il vicecomandante della Brigata Pietro Zanzottero (nome di battaglia "Milan"), Marcello Musco ("Celio") e Giuseppe Deambrogio.

### Fonti
1. 1 2 3  Favretto 2009, p. 77.
2. ↑  Favretto 2009, p. 34.
3. ↑  Favretto 2009, p. 36.
4. 1 2  Favretto 2009, p. 38.
5. ↑  Favretto 2009, p. 35.
6. 1 2  Favretto 2009, p. 171.
7. ↑  Il Nastro Azzurro n.5, luglio-agosto 2009, p. 40.
8. ↑   Targa Arduino Bizzarro (JPG), su lastampa.it. URL consultato il 1º maggio 2015.
9. ↑   Dettaglio decorato [collegamento interrotto], su 193.108.205.15, quirinale.it. URL consultato il 1º maggio 2015.

### Periodici
- Cronache delle Federazioni, in Il Nastro Azzurro, n. 4, Roma, Istituto del Nastro Azzurro, luglio-agosto 2009,  p. 40.